# 小行星3773
小行星3773（英語：3773 Smithsonian）是一颗围绕太阳公转的小行星。1984年12月23日，橡树岭天文台在哈佛大学天文台发现了此天体。
这颗小行星的绝对星等为286.78436等。